# لایه کاربرد
مجموعه پروتکل اینترنت (TCP/IP) و مدل مرجع اتصال داخلی سیستم‌های باز (OSI) در شبکه‌های کامپیوتری هر کدام دارای گروهی از پروتکل‌ها و روش‌ها می‌باشند که در لایه‌ای به نام لایه کاربرد جای می‌گیرند.
در مدل TCP/IP، لایه کاربرد شامل تمام پروتکل‌ها و متدهایی می‌باشد که در حوزه ارتباطات پردازش-به-پرداش در سرتاسر شبکه پروتکل اینترنت (IP) قرار می‌گیرند. متدهای لایه کاربرد برای برقراری ارتباطات میزبان به میزبان از پروتکل‌های لایه انتقال بهره می‌برند.
در این مدل پروتکل‌های لایه کاربرد سرویس‌هایی را برای نرم‌افزارهای کامپیوتری در حال اجرا فراهم می‌آورند. این لایه نحوه کاربرد را تعریف نمی‌کند بلکه سرویس‌هایی را که آن کاربرد نیاز دارد به ما معرفی می‌کند - برای مثال قابلیت انتقال یک فایل در مورد پروتکل HTTP. به‌طور خلاصه، لایه کاربرد واسطی را بین نرم‌افزار در حال اجرا بر روی رایانه و خود شبکه برقرار می‌کند.
در مدل OSI، تعریف لایه کاربرد دقیق تر است، زیرا عملیات افزونتری نسبت به لایه کاربرد در TCP/IP دارد بطوری‌که دو لایه اضافی یعنی لایه نشست و لایه نمایش بین این لایه و لایه انتقال قرار می‌گیرد.

## پروتکل‌های TCP/IP
پروتکل‌های زیر به تفصیل در RFC 1123 شرح داده شده‌اند:
MBS $ YAS
- گروه لاگین کردن از راه دور
  - Telnet
- گروه انتقال فایل
  - FTP
  - TFTP
- گروه پست الکترونیکی
  - SMTP
  - IMAP
  - POP
- گروه سرویس‌های پشتیبانی
  - DNS
  - RARP
  - BOOTP
  - SNMP
  - CMOT

## دیگر پروتکل‌ها
- AFP

مدل مرجع OSI

- APPC، ارتباط پیشرفته برنامه به برنامه
- AMQP، پروتکل پیشرفته صف‌بندی پیام
- بیت تورنت
- پروتکل انتشار اتم
- CFDP، پروتکل توزیع منسجم فایل
- DeviceNet
- eDonkey
- ENRP
- KaZaa, Grokster, iMesh) FastTrack)
- Finger
- Freenet
- FTAM، مدیریت و دسترسی انتقال فایل
- Gopher، پروتکل گوفر
- HL7
- HTTP، پروتکل انتقال ابرمتن
- H.323، سیستم ارتباطی چندرسانه مبتنی بر بسته
- IRCP
- Kademlia
- LDAP، پروتکل سبک-وزن دسترسی دایرکتوری
- LPD
- S-MIME) MIME)
- Modbus
- Netconf
- NFS، سیستم فایل شبکه
- NIS، سرویس اطلاعاتی شبکه
- NNTP، پروتکل انتقال اخبار شبکه
- NTCIP
- NTP، پروتکل زمان شبکه
- OSCAR، پروتکل پیام‌رسانی فوری AOL
- PNRP، پروتکل تفکیک نام همتا
- RDP، پروتکل میزکار راه دور
- Rlogin
- RPC، فراخوانی رویه‌های راه دور
- RTMP، پروتکل پیام‌رسانی بلادرنگ
- RTP، پروتکل انتقال بلادرنگ
- RTPS
- RTSP
- SAP، پروتکل اعلان نشست
- SDP، پروتکل توصیف نشست
- SIP، پروتکل آغاز نشست
- SLP، پروتکل مکان سرویس
- SMB، قطع پیام سرور
- SNTP، پروتکل ساده زمان شبکه
- SOCKS
- SSH، پوسته امن
- SMSS، پروتکل پیام‌رسانی ایمن SMS
- TCAP
- TDS، جریان داده‌ای جدولی
- TSP، پروتکل مهر زمانی
- VTP، پروتکل پایانه مجازی
- Waka
- Whois، پروتکل دسترسی دایرکتوری راه دور
- WebDAV
- X.400
- X.500
- XMPP، پروتکل حضور و پیام‌رسانی قابل توسعه